# Chelipoda arcta
Chelipoda arcta är en tvåvingeart som beskrevs av Yang 1990. Chelipoda arcta ingår i släktet Chelipoda och familjen dansflugor. Inga underarter finns listade i Catalogue of Life.